# Jacqueline Freney
Jacqueline Rose Freney (Brisbane, 6 de junio de 1992) es un nadadora paralímpico australiana. En los Juegos Paralímpicos de Londres 2012, rompió el récord australiano de Siobhan Paton de seis medallas de oro en un único evento al ganar su séptima medalla de oro en los 400 m estilo libre femenino S7. Terminó los Juegos con ocho medallas de oro, más que cualquier otro participante en los Juegos.

## Biografía

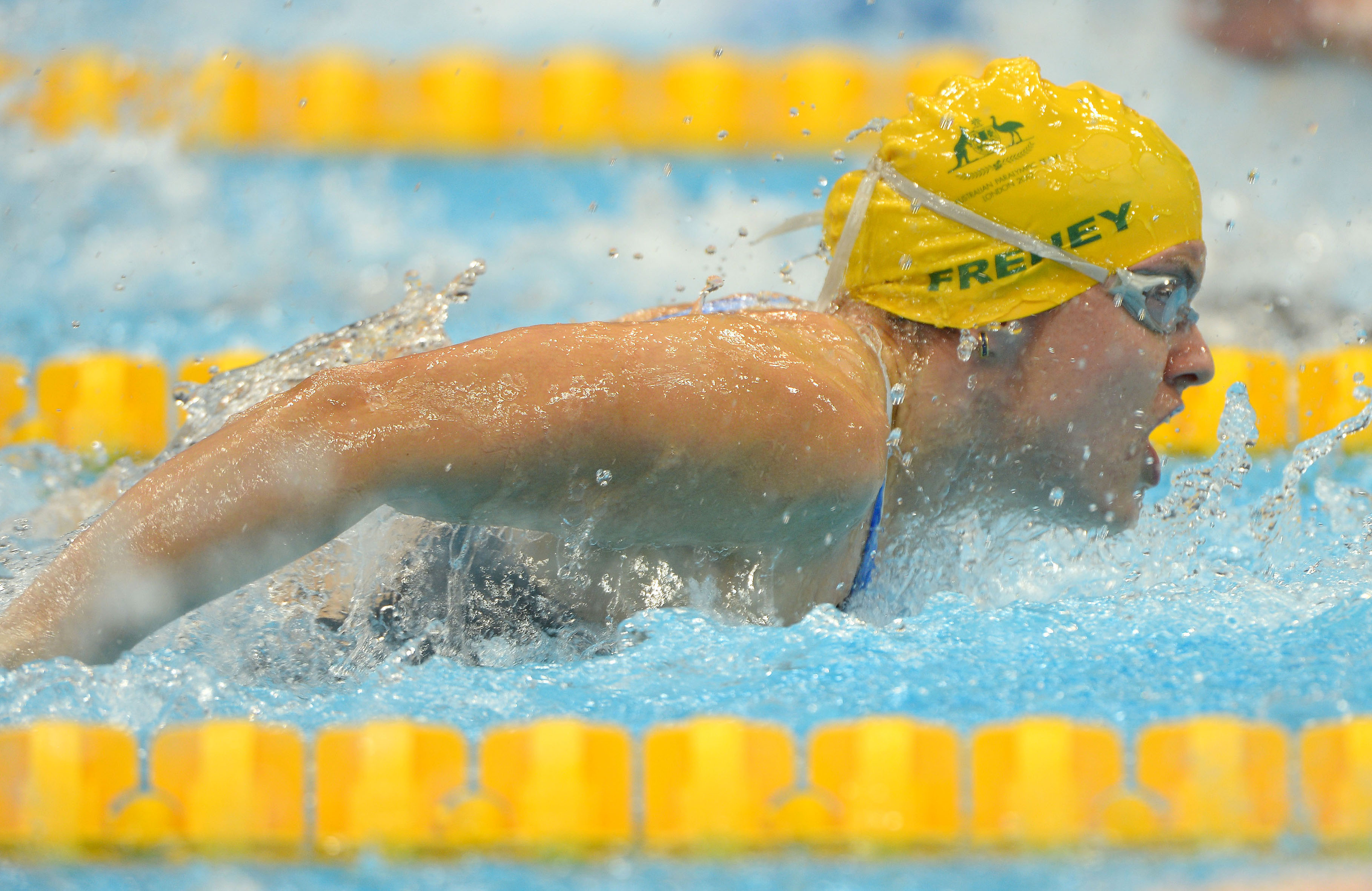
Freney en el año 2012 durante los Juegos Paralímpicos de Londres.

Freney nació en Brisbane, Queensland, con parálisis cerebral y diplejía. Ganó tres medallas de bronce en los Juegos Paralímpicos de Pekín 2008 en las pruebas femeninas de 100 metros libres de S8, 400 metros libres de S8 y 50 metros libres de S8. En 2012 en los Juegos Paralímpicos de Londres ganó 8 medallas de oro en los 100 m espalda S7, 50 m mariposa S7, 100 m estilo libre S7, 400 m estilo libre S7, 50 m estilo libre S7, 200 m medley individual SM7, 4 × 100 m estilo libre relevo 34 pts, y el 4 x 100 m medley relevo. Rompió el récord australiano de Siobhan Paton de seis medallas de oro en una única prueba al ganar su séptima medalla de oro en los 400 m libres S7. Al romper el récord dijo «Siete, estoy en el cielo». Terminó los Juegos con ocho medallas de oro, más que cualquier otro participante en los juegos.
Freney vive en Skenners Head, Ballina, Nueva Gales del Sur, y es entrenada por su padre Michael. Su abuelo Peter Freney entrenó a la múltiple medallista de oro de los Juegos de Sídney 2000, Siobhan Paton. El abuelo ahora le ayuda a Freney en el desarrollo de su carrera. En 2008, recibió una beca de natación paralímpica del Instituto Australiano de Deportes.
En los Campeonatos Mundiales de Natación del IPC de 2010 en Eindhoven, ganó medallas de plata en los 100 metros libres femeninos y en los 400 metros libres, de las pruebas de S8. En 2011, una semana antes del Abierto de Natación Can-Am, Freney fue reclasificada de S8 a S7. En el Can-Am Swimming Open de 2011 en La Mirada, estableció un récord mundial en la prueba de 400 metros libres de S7 dos veces, una durante las series y otra durante las finales con un tiempo de 4:59.95 en su camino a ganar una medalla de oro. En el Abierto de Natación Can-Am, ganó dos medallas de plata en las pruebas de 50 y 100 metros libres de S7.
Freney no pudo competir en los Juegos Paralímpicos de Río de Janeiro 2016 debido a un problema médico. Había estado sufriendo de sensaciones electromagnéticas desencadenadas por un entrenamiento extenuante y fue incapaz de encontrar una respuesta a por qué ocurrió este problema.

## Reconocimientos

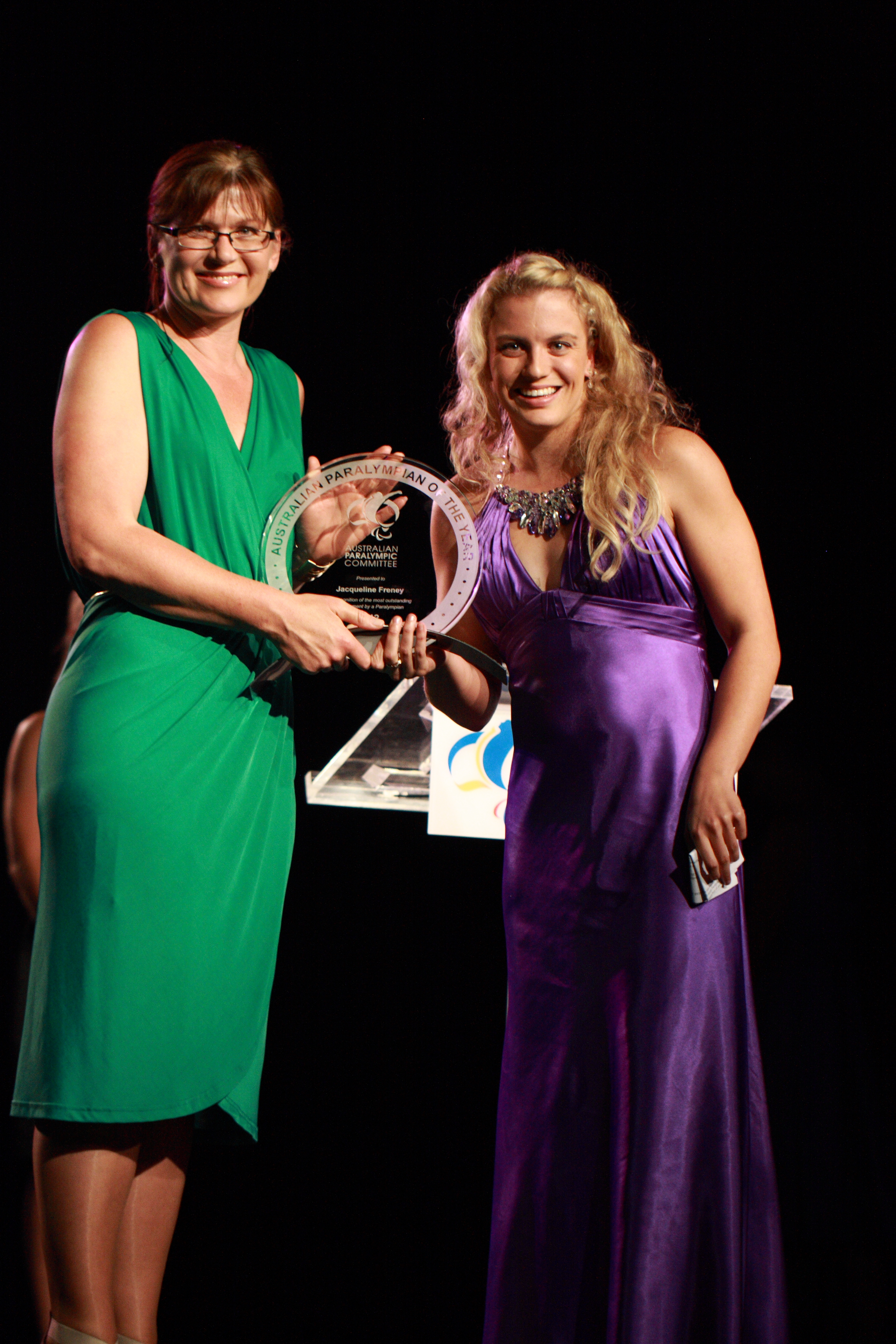
Freney recibe el trofeo como la Paralímpica Australiana del Año 2012 de la ministra de Deportes de Australia, Kate Lundy.

En febrero de 2012 Freney fue nombrada Deportista del Año de Ballina Shire. Fue finalista para el premio Paralímpico Australiano del Año 2012, y ganó el mejor premio femenino y el máximo honor general. En 2012, Freney fue declarada Paralímpica del Año por el Correo de Australia y este logro se celebró con el lanzamiento de un sello conmemorativo en el que aparecía la inspiradora atleta.  En noviembre de 2013 fue nombrada Joven Australiana del Año en Nueva Gales del Sur para 2014. El 25 de enero de 2014 fue nombrada Joven Australiana del Año. Al día siguiente también se le concedió una Medalla de la Orden de Australia «por su servicio al deporte como medallista de oro en los Juegos Paralímpicos de Londres 2012». En octubre de 2014 fue admitida en el Camino de los Campeones en el Centro Acuático del Parque Olímpico de Sídney.
Freney obtuvo su premio al Joven Australiano del Año en 2014 por su participación activa en la comunidad, trabajando con Swimming Australia como un orador motivador para ayudar a las personas con discapacidad a alcanzar su verdadero potencial.